# Jehanabad
Jehanabad là một thành phố và khu đô thị của quận Jehanabad thuộc bang Bihar, Ấn Độ.

## Nhân khẩu
Theo điều tra dân số năm 2001 của Ấn Độ, Jehanabad có dân số 81.723 người. Phái nam chiếm 54% tổng số dân và phái nữ chiếm 46%. Jehanabad có tỷ lệ 63% biết đọc biết viết, cao hơn tỷ lệ trung bình toàn quốc là 59,5%: tỷ lệ cho phái nam là 70%, và tỷ lệ cho phái nữ là 54%. Tại Jehanabad, 16% dân số nhỏ hơn 6 tuổi.